# Mausi Martínez
Mausi Martínez (Formosa, 1964) é uma cineasta e atriz argentina.
Nascida na província de Formosa, a 1400 quilômetros de Buenos Aires, deixa a província natal na década de 1980, para estudar teatro na  EMAD (Escuela Municipal de Arte Dramático) de Buenos Aires. Posteriormente estuda cinema, no Instituto Nacional de Cine y Artes Audiovisuales (INCAA), e na escola do produtor e roteirista argentino Rodolfo Hermida.
Integrou o grupo De la Guarda, que, no início dos anos 1990,  revolucionou a maneira de realizar teatro na Argentina. Como atriz, participou de nove longas-metragens, entre os quais No fumar es un vicio como cualquier otro (2005), La vuelta de Peter (2004), El tigre escondido (2003), Buenos Aires plateada (1999), Peperina (1995) e El viaje (1992).
. En 2004, dirigiu Sed. Invasión gota a gota, documentário sobre o Aqüífero Guarani - uma reserva subterrânea situada em território de quatro países (Brasil, Argentina, Uruguai e Paraguai), capaz de abastecer de água pura a todo o planeta pelos próximos duzentos anos No filme, Mausi discute as disputas geopolíticas em torno deste recurso estratégico.
Em 2009 dirigiu "Nunca Estuviste tan Adorable", adaptação cinematográfica da obra teatral  homônima de Javier Daulte.
2013 dirigiu a serie documental  de 8 episodies "En V8 a Fordlandia", uma série documental de 8 capítulos que relata a viagem de uma equipe de documentaristas em um Ford 100, para a cidade brasileira de Fordlândia, um projeto da fábrica de Ford instalado na década de 30 na Amazonia. Ao longo do caminho eles encontram vários problemas latino-americanos. O extractivismo do  IIRSA, a monocultura de soja, a fuga de agricultores, entretelones da ONGs,, poluição, cota carbono multinacional e resistência de diferentes agentes sociais.
PREMIOS
- 2007 - Premio  Medio Ambiente y Cine- “Nestor Kirchner”

                 Otorgado pela Secretaria de Medio Ambiente de la Nacion 
                 e   INCAA pelo documental  “SED, INVASION GOTA A GOTA”.-
- 2006.- Ganadora  Premios Condor  al Melhor Roteiro Documentario por “SED, INVASION GOTA A GOTA”

- 2006 - Ganadora Premio Argentores Melhor Roteiro Documentario por “SED, INVASION GOTA A GOTA”
- * 2005 - Ganadora Toronto Film  Festival  Melhor Documentario por el  documental  “SED, INVASION GOTA A GOTA”
- 2005 –Mención Especial Docuementario La Habana Film   Festival premio Rodolfo Abreu.- Melhor Docuementario La Habana

               Film   Festival por el documental  “SED, INVASION GOTA A GOTA”
- Ganadora Premio CADECI Mejor Documental , Francia 2005 por el documental  “SED, INVASION GOTA A GOTA”

## Trabalhos realizados
Como atriz, atuou nas seguintes produções:
- O Almoço (2015) de Javier Torre
- Klugue, (2010) de Luis Barone
- Do Começo ao Fim (2009) de Aluízio Abranches (Brasil)
- Terapias alternativas (2007 Argentina)  .... Telma
- Bye Bye Life (2006 Argentina)
- El Tigre escondido, (2005 Argentina) .... Diana
- Buenos Aires plateada" (2000 Argentina)
- Mi ex (1999 Argentina)  .... Rosita
- Vendado y frío (1998 Argentina) .... Celina Núñez
- 24 horas (algo está por explotar) (1997 Argentina)
- Devórame otra vez (1997 Argentina) .... Gloria Holden
- 90-60-90 modelos (1996 Argentina)
- Como pan caliente (1996 Argentina)

*¡Hola Papi! (1995 Argentina)
- Inconquistable corazón (1994 Argentina)
- Los Machos (1994 Argentina)
- Poliladron (1994 Argentina)
- Gerente de familia (1993 Argentina)
- Marco, el candidato (1993 Argentina)
- Vivo con un fantasma (1993 Argentina)
- El Viaje (1992 Argentina-México-Espanha-França-Inglaterra)  .... Jornalista
- Gran Hotel Casino (1992 Argentina)
- Son de diez (1992 Argentina)
- Highlander II: The Quickening(1991 Argentina-Inglaterra-França) .... Cidadã oriental
- Buenos Aires háblame de amor (1991 Argentina)
- Amigos son los amigos (1989 Argentina)
- Las Comedias de Darío Vittori (1989 Argentina)

TEATRO
- (2006)“HAMELIN” Grupo  Animalario-España..-Argentina.
- 2005 “NUMANCIA” por Cervantes Saavedra.-Dirección: Daniel Suarez Marzal – Teatro Nacional Cervantes .
- 2002 “LA CASA DE BERNARDA ALBA” por Federico García Lorca.- Dirección: Vivi Tellas.
- 2001 “MADAME MAO” por Mónica Ottino.- Dirección: Oscar Barney Finn.- British Art Centre.-
- 2000 “LA ISLA DE LOS ESCLAVOS” por Mariveaux.- Dirección: Daniel Suárez Marzal.-La Comedia de La Plata Theater.-
- 1999 “LA CONFESION” por Michel Didym and Veronique Bellegarde.- II Festival Internacional de Teatro en Buenos Aires 1999.- Francia-Argentina Coproducción.-
- 1998 “PERIODO DOMA” por De la Guarda.- Velódromo Municipal Buenos Aires.-
- 1997 / 98 “BOQUITAS PINTADAS”  por Renata Schusseim – Oscar Araiz.- Municipal Gral. San Martín Teather.- Teatro Avenida (1998)